# Heilandsgesicht: Erwartung, 1917
Heilandsgesicht: Erwartung, 1917 ist der Titel eines Gemäldes des russisch-deutschen Künstlers Alexej Jawlensky, das er 1917 malte. 1964 wurde es von dem damaligen Museumsdirektor Clemens Weiler für das Museum Wiesbaden „vom Sohn des Künstlers“ erworben. Es trägt die Inventar-Nummer M 818. 

## Technik und Bildträger
Bei dem Heilandsgesicht: Erwartung, 1917 handelt es sich um ein Ölgemälde auf leinenstrukturiertem Malpapier im Hochformat, 38 × 28 cm, auf Karton und Holz aufgezogen. Es ist im Bild unten links monogrammiert „A. J.“ und nicht datiert. „Rückseitig bezeichnet durch Ausschnitt in der Holzplatte sichtbar (in Bleistift): A. Jawlensky, Heilandsgesichte, 1917, bezeichnet auf der Holzplatte von Andreas Jawlensky (mit Pinsel): Heilandsgesichte/A. Jawlensky ‚Erwartung‘ 1917/Öl, Malpapier, Karton, Holzplatte / 37,6 x 27,4 cm.“ 
Das Bild ist verzeichnet im „Katalog der Gemälde“ von Weiler von 1959, im „Werkstattverzeichnis“ von 1970 bei Weiler, im „Catalogue Raisonné“ von 1992 des Jawlensky-Archivs, 1997 im Bestandskatalog des Museums Wiesbaden,

## Eine neue Stufe im Werk Jawlenskys
„Das Jahr 1917 brachte eine neuerliche Wende oder, besser gesagt, neue Stufe im Werk Jawlenskys. Er wandte sich wieder dem Bildnis zu und ging dabei von dem Porträt der Scheyer aus. Bei aller Ähnlichkeit stilisierte er das Gesicht immer stärker, um so das Charakteristische der dargestellten Person schärfer deutlich zu machen. Dabei machte er die Entdeckung, daß das gesteigerte Individuelle immer mehr überindividuelle Züge annahm. So lösten sich aus den Bildnissen die »Heiligengesichte«. Jawlensky hatte sich mit den Variationen das Rüstzeug geschaffen, die Chiffre für den inneren Klang eines Naturwesens zu finden. Es war nur folgerichtig, daß er den jahrelang durch stete Übung 'erstrebten Zusammenklang nur im menschlichen Gesicht darstellen konnte, denn dort ist das einzige Feld, wo innen und außen, Mensch und Welt, Natur und Seele sich begegnen, wo im wahrsten Sinne des Wortes »Religion« stattfindet.“

## Stirnzeichen, Weisheitszeichen
Weiler wies die Existenz der weißen Punkte auf der Stirn der Heilandsgesichte bei dem Gemälde Mädchen mit Zopf schon für das Jahr 1909 nach, „hervorgegangen aus einem Lichtreflex rein optischer Natur.“ 
Später wurde interpretiert: „sie haben sich in den ‚Heilandsgesichten‘ zu Weisheitszeichen auf der Stirn verdichtet, nun fungieren sie in den ‚Abstrakten Köpfen‘, als kosmische Symbole. Sonnen, Monde und Regenbogen und stehen als Zeichen für den schöpferischen Ursprung. Das Gesicht wird damit zu jenem Ort, an dem der Mikrokosmos des Menschen mit dem Makrokosmos der Schöpfung zusammentrifft.“

## Ausschnitt des Kopfes stark stilisiert
„Im Unterschied zu den Mystischen Köpfen wie beispielsweise dem ‚Exotischen Kopf‘ zeigen die gleichzeitig entstandenen Heilandsgesichte nur mehr einen auf das Gesicht beschränkten Ausschnitt des Kopfes, Nase und Mund sind in Frontalansicht und stark stilisiert wiedergegeben. Die Farben sind, ähnlich wie in den Variationen, zart und durchscheinend und geben diesen Köpfen einen durchgeistigten Ausdruck. Im Werkstattverzeichnis wird die Bezeichnung ‚Heiligengesichte‘ verwendet und unter der Nummer 10/1917 eine Arbeit mit dem Titel ‚Erwartung‘ aufgeführt.“

## Jawlensky malte etliche Heilandsgesichter schulterlos
„Betrübt war Jawlensky darüber, daß seine ‚mystischen Köpfe‘ nicht die Würdigung erfuhren, die er erwartet hatte. […] Zwischenzeitlich experimentierte er mit den ‚mystischen Köpfen‘. Sie schienen ihm nicht vollkommen genug, zu diesseitig zu sein. So entwickelte er aus ihnen allmählich einen neuen Topos von Kopfbildern, die ‚Heilandsgesichter‘.   Offensichtlich nannte er sie zunächst ‚Christusköpfe‘ und arbeitete an ihnen mit langen Unterbrechungen, wie aus einem Brief von 1920 hervorgeht: ‚Ich habe diese letzte Zeit sehr viel gearbeitet. Ich habe 12 Köpfe gemacht. 4 davon sind gut und etwas neues dort. Es ist ja merkwürdig, daß ich jetzt keinen Christuskopf gemacht habe. Ich hatte Bedürfnis, etwas anderes zu machen. In den ‚Heilandsgesichtern‘ gab Jawlensky ein wichtiges Identifikationsmerkmal der ‚mystischen Köpfe‘ auf, er malte sie schulterlos! Ansonsten hielt er sich alle Optionen offen. Ein entscheidendes Charakteristikum jedoch behielt er bei, die Andeutung des Halses, wodurch sich viele der im Catalogue Raisonné als ‚abstrakt‘ betitelten Köpfe in Wirklichkeit als ‚Heilandsgesichter‘ erweisen. […] Immer unterliegen Jawlenskys Arbeiten einem Wandel, der selten rational nachvollzogen werden kann. Eine stete Weiterentwicklung der ‚Heilandsgesichter‘ ist an verschiedenen Details zu verfolgen. Die länglichen schwarzen Korkenzieherlocken seitlich der Wangen, weisen z.B. zurück auf ähnliche Motive der ‚mystischen Köpfe‘. Die spitzen Haarsträhnen über der Stirn, die sich manchmal mehrfach überkreuzen können, sind neu und symbolisieren die Dornenkrone Christi.“